# Saison 5 d'Inspecteur Barnaby
Chronologie
Saison 4 Saison 6
Cet article présente la cinquième saison de la série télévisée Inspecteur Barnaby.

## Distribution

### Acteurs principaux
- John Nettles (VF : Hervé Jolly) : l'inspecteur Tom Barnaby
- Daniel Casey (VF : Antoine Nouel) : le sergent Gavin Troy

### Acteurs récurrents
- Jane Wymark (VF : Monique Nevers) : Joyce Barnaby (épisodes 1 à 4)
- Barry Jackson (en) (VF : Claude d'Yd) : Dr George Bullard (épisodes 1 et 2)

## Liste des épisodes
1. Un village très coté
2. Le Ver dans le fruit
3. Les Sonneries de la mort
4. Meurtre dans un collège anglais

### Épisode 1:Un village très coté
- Grande-Bretagne : 16 juin 2002
- États-Unis : 27 janvier 2003
- France : 29 septembre 2002

- Jesse Birdsall (Harry Painter)
- Serena Gordon (Ginny Sharp)
- Caroline Harker (Tamsin Proctor)
- Barbara Leigh-Hunt (Marjorie Empson)
- Christopher Ravenscroft (Dr Rupert Bradshaw)
- Anton Rodgers (Lord James Chetwood)
- Angela Thorne (Lady Lavinia Chetwood)
- Rupert Vansittart (Selwyn Proctor)
- Dilys Laye (Vera Hopkins)
- Gerda Stevenson (Sandra Bradshaw)
- Eamon Geoghegan (Barman)
- Jay Smith (Police technician)
- Catherine Bott (Solo voice)

- L'acteur Rupert Vansittart, qui interprète ici le personnage de Selwyn Proctor, réapparaîtra dans l'épisode 4 de la saison 10, Le Blues de l'assassin, dans lequel il incarnera le personnage de Desmond Harcourt, puis dans l'épisode 1 de la saison 12, dans lequel il incarnera le personnage d'Alistair Kingslake.

Lieux de tournage
- Ipsden (Oxfordshire)
- South Stoke (Oxfordshire)
- Shiplake (Oxfordshire)
- Warborough (Oxfordshire)

### Épisode 2:Le Ver dans le fruit
- Grande-Bretagne : 23 juin 2002
- États-Unis : 17 février 2003
- France :

- Gillian Barge (Hannah Harrington)
- Rosie Cavaliero (Denise Fielding)
- Wendy Craig (Victoria Bartlett)
- Janie Dee (Caroline Harrington)
- Ian Driver (Edmund Nelson)
- Charlie Hicks (Sean Fielding)
- Ian Hogg (Jonah Bloxham)
- Clarista Hoult (Julie Fielding)
- Emily Joyce (Bernadette Sullivan)
- Adam Kotz (James Harrington)
- Paul Venables (Simon Bartlett)
- Chris Walker (Sam Fielding)
- Jeffrey Wickham (Judge)
- Andy Capie (Fireman)
- Jeremy Peters (Bus driver)

L'exploitation des bois de Setwale Wood divise le village de Midsomer Worthy et entraîne procès sur procès. Lorsque le corps sans vie de Susan Bartlett est découvert dans la forêt, les habitants du village concluent au suicide de la jeune femme. En effet, celle-ci était dépressive car elle ne pouvait avoir d’enfant. Pendant ce temps se déroule le procès pour Setwale Wood entre Simon Bartlett, l'époux de la défunte et James Harrington, l'amour de jeunesse de Susan.
Lieux de tournage
- Lower Assendon (Oxfordshire)
- Ballinger Common (Buckinghamshire)
- Bledlow (Buckinghamshire)
- High Barnet (Hertfordshire)
- Little Missenden (Buckinghamshire)
- Stanton St. John (Oxfordshire)
- Stonor (Oxfordshire)

### Épisode 3:Les Sonneries de la mort
- Grande-Bretagne : 15 septembre 2002
- États-Unis : 20 janvier 2003
- France :

- Gwen Taylor (Frances Le Bon)
- Graham Crowden (Reggie Barton)
- Hugh Bonneville (Hugh Barton)
- Gemma Jones (Maisie Gooch)
- Adrian Scarborough (Peter Fogden)
- Lyndsey Marshal (Emma Tysoe)
- Dugald Bruce-Lockhart (Greg Tutt)
- Jamie de Courcey (Marcus Steadman)
- Seamus Whitty (Liam Brooker)
- Clare Holman (Sue Tutt)
- Carmen du Sautoy (Rosalind Parr)
- Julia Swift (Angie Blunstone)
- Harry Burton (Dennis Ebbrell)
- Caroline Lintott (Jen Ebbrell)
- Steven Pimlott (Judge)

À Midsomer Wellow, un groupe de sonneurs de cloches de la paroisse se prépare pour le concours de la meilleure équipe. Le meneur, Peter Fogden, est obsédé par ce concours qu’il veut gagner à tout prix. Malheureusement, le groupe ne fait pas l'unanimité dans le village.
Lieux de tournage
- Bray (Berkshire)
- Little Marlow (Buckinghamshire)
- Monks Risborough (Buckinghamshire)
- North Stoke (Oxfordshire)
- Taplow (Berkshire)
- Watlington (Oxfordshire)

### Épisode 4:Meurtre dans un collège anglais
- Grande-Bretagne : 22 septembre 2002
- États-Unis : 3 février 2003
- France :

- Desmond Barrit (Jonathan Eckersley-Hyde)
- Peter Wight (Ludlow)
- Jeremy Child (Anthony Talbot)
- Anna Maxwell Martin (Arabella Heywood)
- Patrick Godfrey (Dudley Carew)
- Thom Fell (Charley Meynell)
- Sam Crane (Daniel Talbot)
- Bob Mason (Dennis Carter)
- Tom Beard (Martin Fulmer)
- Victoria Shalet (Julia Carter)
- Nicholas Audsley (Marcus Heywood)
- Jane How (Miranda Talbot)
- Luke de Woolfson (Paul Starkey)
- Eamon Boland (Ray Starkey)
- Paula Jacobs (Mrs Bosworth)
- Roger Martin (George Woodard)
- Janet Maw (Sylvia Woodard)
- Roger Brierley (Doctor)

Le village de Midsomer Parva est sous la domination de l’école privée pour garçons Devington College. En effet ses plus brillants éléments ont, à la fin de leurs études, les portes ouvertes sur le grand monde…
Chaque année a lieu la course de la St Malley où tous les élèves de Devington College participent. Beaucoup de personnes y assistent et l’inspecteur Barnaby est témoin de la mort de Daniel Talbot qui était sur le point de gagner lorsqu'il s'écroule, poignardé, à quelques mêtres de l’arrivée.
Lieux de tournage
- Holloway College, Egham, (Surrey)
- Turville (Buckinghamshire)